# XXL (група)
XXL је била македонска женска тинејџ поп група која је постојала почетком 2000-их. Представљале су Републику Македонију на Песми Евровизије 2000. у Стокхолму са песмом 100% те љубам.
Чланице групе су биле Ивона Џамтовска, Верица Каранфиловска, Марија Николова и Росица Николовска.

## Каријера
Група је оформљена 1999. године, када су дебитовале на фестивалу Старс са песмом Чекор по чекор.
Популарност су стекле у фебруару 2000. након победе на Скопје фесту, такмичењу за избор представника Републике Македоније на Песми Евровизије 2000. у Стокхолму. Њихову песму, 100% те љубам, компоновао је Драган Каранфиловски Бојс, а текст написао Орце Зафировски. Због боље промоције, снимљена је и верзија на енглеском језику, под називом I Love You 100%, а за обе верзије снимљени су спотови.
Евровизија је одржана 13. маја. Девојке су биле обучене у уске комаде одеће у различитим бојама (свака у једној) и имале кореографију, те су одмах постале фаворити, а BBC-јев коментатор Тери Воган их је поредио са Spice Girls. Са добијених 29 поена освојиле су 15. од 24 места. Џон Кенеди О’Конор је у књизи Песма Евровизије — Званична историја објаснио да су се више фокусирале на кореографију, него на вокале, који су били „жалосно неадекватни”. Немачки медији су непосредно након завршетка такмичења објавили да у 45 година Песме Евровизије није било запамћено толико лоше певање, као певање групе XXL те вечери. Због лошег резултата, из Скопља је „некоректним” земљама послат приговор на гласање. Директор Скопје феста и шеф македонске делегације те године, Петар Георгиевски, оптужио је скандинавске земље и земљу домаћина за заверу против Македоније, јер су се наводно уплашили њихове победе и објаснио да су девојке певале у фалшу јер им је домаћин (Шведска) онемогућио да чују матрицу. Музички стручњаци су ипак потврдили да је освојено 15. место премија, због лоших вокала. Целокупна изведба је и данас мета подмсеха, а и сама Песма Евровизије ју је, накратко, исмевала у једном од видеа на свом званичном YouTube каналу.
Након Евровизије, уочи Нове године, објавиле су песму Среќна Нова година. Верица Каранфиловска је 2001. напустила групу, а преостале чланице су наставиле каријеру као трио. Исте године заузеле су пето место на Макфесту са песмом Навики и тајни. У лето 2002. учествовале су на Канео-фесту са песмом Не можам, не и освојиле гран при награду као и прву награду публике. Исте године поново су наступиле на Макфесту са песмом За само еден момент. Окушале су се и у вођењу емисије „300 чуда”. Године 2003. започеле су сарадњу с продукцијском кућом Центурион, а исте године су и наступиле на Макфесту с песмом Недопирлива. Убрзо су се повукле са музичке сцене.

## Чланице
- Ивона Џамтовска (Скопље, 2. април 1983) — Завршила је гимназију, а потом и Филолошки факултет, одсек за енглески језик. Удата је, има једног сина.
- Верица Каранфиловска (Скопље, 24. август 1983) — Ћерка познатог кантаутора Драгана Каранфиловског, који је писао песме за групу. Као дете наступила је на многим дечјим фестивалима, са оцем. Напустила је групу 2001. како би започела соло каријеру. Први сингл Заведи ме објавила је 2003. године, а потом и Романтична и Песма за Ану. Завршила је пољски језик на Филолошком факултету 2010. године и данас живи и ради у Катру.
- Марија Николова (Скопље, 20. фебруар 1983) — За музику се интересовала од 11. године, а флауту је свирала 6 година. Наступала је као део многих хорова. Завршила је гимназију, а потом и Правни факултет. Удала се 2013. године.
- Росица Николовска (Скопље, 20. децембар 1983) — Завршила је средњу туристичку школу, смер туристички водич, а потом и Педагошки факултет. Удата је и има сина.

## Дискографија
- Чекор по чекор
- 100% те љубам /
- Среќна Нова година
- Заборави
- До крај
- Навики и тајни
- Не можам, не
- Икчазан (Назачки)
- Недопирлива
- За само еден момент
- Македонија